# セレウコス7世
セレウコス7世 フィロメトル（ギリシャ語: Φιλομήτωρ）またはキビオサクテス（ギリシャ語: Κυβιοσάκτης）はセレウコス朝の君主。同名の人物との混同の可能性がある。

## 生涯

### シリアの王
セレウコス朝の晩期のメンバーは、詳しく知られていない人物が多い。家系が複雑に分岐し同名の人物も多いことから、人物の同定が難しいためである。セレウコスは最近までは知られていない人物であった。セレウコスと母親のプトレマイオス朝王女のクレオパトラ・セレネ1世によって発行された硬貨から、アンティオコス10世とクレオパトラの子であり、セレウコス朝最後の君主のアンティオコス13世の兄弟と推測されている。セレウコスはアルメニア王のティグラネス2世によるシリアの占領の間（紀元前83年 - 紀元前69年）にセレウコス朝の君主として「支配した」と思われる。しかし、実際はこの時期にセレウコス朝に臣従している都市はごくわずかであった。
ティグラネスがシリアを征服した（紀元前83年）後しばらくして、クレオパトラはセレウコスをエジプトの王として認めさせるためにローマに赴いたが、それには失敗した。少なくとも紀元前75年から紀元前73年の間、クレオパトラとその息子たちはローマに留まり、「王国を支配する」、「シリアの王」として認められた。

### エジプトの共同統治者
セレウコスはおそらく、後にベレニケ4世（妹に著名なクレオパトラ7世がいる）と結婚し、共同統治者となったセレウコスと同一人物である。しかし、マナー不足のために不満を抱いたベレニケに殺害されたとされている。彼は軽蔑的なΚυβιοσάκτης（キビオサクテス、マグロを捌く悪臭のする作業を指す言葉）という名を付けられた。